# Bulqizë (district)
Bulqizë (Albanees: Rrethi i Bulqizës) is een van de 36 districten van Albanië. Het heeft 43.000 inwoners (in 2004) en een oppervlakte van 718 km². Het district ligt in het oosten van het land in de prefectuur Dibër. Het district is genoemd naar de hoofdstad Bulqizë.

## Geografie
Het district is bergachtig. De rivieren stromen zo'n 450 meter boven zeeniveau, terwijl de omliggende bergen meer dan 2000 meter hoog kunnen zijn. De bewoning concentreert zich in de smalle rivierdalen. Het district is zeer dunbevolkt en slecht met de rest van het land verbonden. Er zijn geen spoorwegen en geen snelwegen.
In het noordoosten heeft Bulqizë een natuurlijke grens met het district Dibër in de vorm van de rivier Drin. Deze rivier markeert ook de oostgrens met Noord-Macedonië. De grenzen met de andere Albanese districten worden gevormd door hoge, ontoegankelijke bergketens. In de bosrijke gebieden leven nog bruine beren, wolven en andere wilde dieren.
Bij een recente herindeling is de gemeente Martanesh, die aanvankelijk bij Mat hoorde, aan Bulqizë toegevoegd. In deze streek zijn de bronnen voor de rivier de Mat, die door het gelijknamige district westwaarts stroomt. Bij dezelfde herindeling werd ook besloten de gemeente Stërbleva, in het diepe zuiden, bij het district Librazhd te voegen.

### Bestuurlijke indeling
Bulqizë telt acht gemeenten; Bulqizë is de enige stad (bashki).
- Stad: Bulqizë
- Gemeenten: Fushë-Bulqizë, Gjoricë, Martanesh, Ostren, Shupenzë, Trebisht, Zerqan.

## Bevolking
Bulqizë is dunbevolkt (66 inwoners per vierkante kilometer). De meeste mensen wonen in het mijnstadje Bulgizë, tevens de hoofdstad van het district. De bergachtige streek is moeilijk begaanbaar en de mensen leven dan ook in relatieve afzondering.
In het oosten ligt de streek Golloborda, de grensstreek met Macedonië. In dit gebied liggen enkele dorpen met een Macedonische bevolking. Hier wordt ook wel Macedonisch gesproken.
In de periode 1995-2001 had het district een vruchtbaarheidscijfer van 3,33 kinderen per vrouw, hetgeen hoger was dan het nationale gemiddelde van 2,47 kinderen per vrouw.

### Religie
De dominante religie is de islam en dan voornamelijk de voor deze regio typische stroming Bektashi, die als zeer gematigd geldt.
| Plaats        | Bevolking (2011) | Islam (%) | Katholiek (%) | Orthodox (%) | Bektashisme (%) |
| ------------- | ---------------- | --------- | ------------- | ------------ | --------------- |
| Bulqizë       | 8.177            | 71,18%    | 0,17%         | 0,28%        | 13,75%          |
| Shupenzë      | 5.503            | 93,24%    | 0,27%         | 0,04%        | 1,42%           |
| Gjoricë       | 4.214            | 85,48%    | 0,02%         | -            | -               |
| Zerqan        | 4.111            | 46,10%    | 0,10%         | 0,02%        | 44,42%          |
| Fushë-Bulqizë | 3.342            | 9,81%     | -             | -            | 37,70%          |
| Ostren        | 3.034            | 97,10%    | 0,03%         | 0,23%        | -               |
| Martanesh     | 1.836            | 41,18%    | 0,38%         | 0,11%        | 50,38%          |
| Trebisht      | 993              | 98,59%    | -             | 0,81%        | -               |
| Bulqizë       | 31.210           | 68,75%    | 0,13%         | 0,14%        | 16,70%          |

## Economie
In de mijnen van Bulgizë en Krastë wordt nog altijd nikkel gewonnen. Van de mijnen in Bulqizë wordt gezegd dat ze de grootste van het land zijn, waarbij moet worden aangetekend dat er sinds de val van het communisme sprake is van groot verval in de Albanese mijnbouw, ook hier. Buiten de mijnsteden leeft de bevolking van de landbouw.
Bulqizë en enkele dorpen in het noorden zijn gelegen aan de doorgaande weg die van de kuststreek naar Peshkopi loopt. Deze weg verbindt het district met Burrel, Tirana en het noorden. De rest van het district is nauwelijks ontsloten. De dorpen zijn nauwelijks te bereiken. Zeker in de winter is het merendeel van de wegen onbegaanbaar. Ook de passen die het district met de buitenwereld verbinden zijn dan vaak niet meer te gebruiken.
De gebrekkige infrastructuur belemmert een economische heropleving van het gebied. Als het gebied beter met de buitenwereld wordt verbonden zou vooral het toerisme veel potentie hebben, gezien de indrukwekkende landschappen en veelal goed behouden natuur. Voorlopig zijn de vooruitzichten echter somber.
Berat · Bulqizë · Delvinë · Devoll · Dibër · Durrës · Ëlbasan · Fier · Gjirokastër · Gramsh · Has · Kavajë · Kolonjë · Korçë · Krujë · Kuçovë · Kukës · Kurbin · Lezhë · Librazhd · Lushnjë · Malësi e Madhe · Mallakastër · Mat · Mirditë · Peqin · Përmet · Pogradec · Pukë · Sarandë · Skrapar · Shkodër · Tepelenë · Tirana · Tropojë · Vlorë